# دوري الدرجة الأولى الروماني 2019–20
دوري الدرجة الأولى الروماني 2019–20 هو الموسم 102 من  دوري الدرجة الأولى الروماني. أقيم خلال الفترة 12 يوليو 2019 وحتى يونيو 2020، وأشرف على تنظيمه دوري كرة القدم الروماني للمحترفين ‏، وكان عدد الأندية المشاركة فيه  14.